# Живильник реагентний
Живильник реаге́нтний (рос. питатель реагентный, англ. reagent feeder, нім. Reagensspeiser m) — живильник з дозувальним пристроєм для рідких реагентів.
Застосовується при флотації, масляній агломерації, грануляції тощо.
Заживлювачі реагентні бувають:
- клапанні,
- ковшові,
- поршневі,
- барабанні тощо.